# Allwetterbad

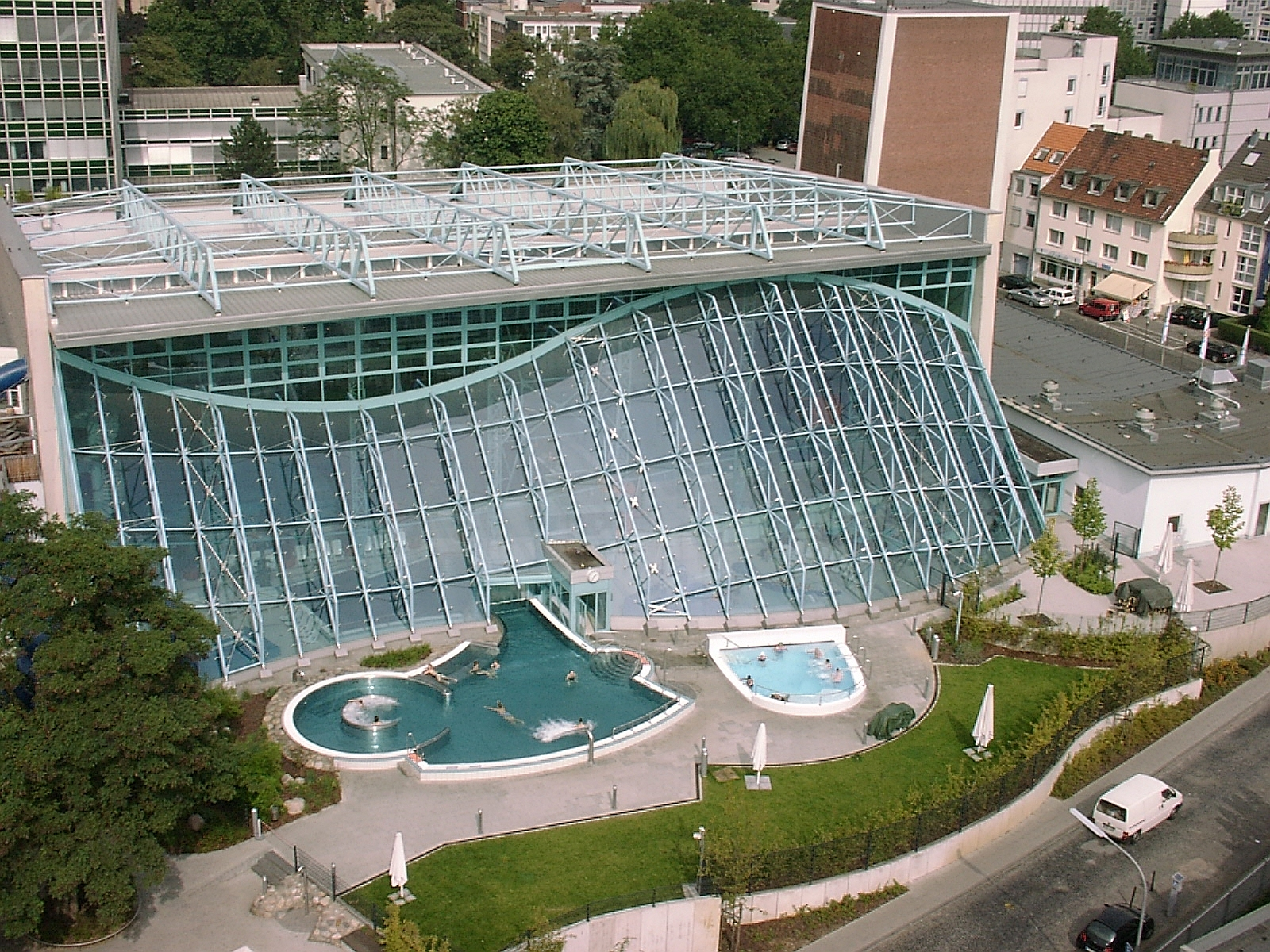
Kölner Agrippabad mit Innen- und Außenbecken

Ein Allwetterbad oder auch Hallenfreibad bezeichnet ein Schwimmbad, welches sowohl im Winter und je nach Ausführung auch im Sommer als Hallenbad, wie auch bei guter Witterung als Freibad genutzt werden kann.
Technisch gibt es hierzu verschiedene Ausführungen:
- separate Schwimmbecken im Außen- und im Innenbereich
- Schwimmbecken mit variabler Überdachung:
  - Cabriodach[1]
  - Teleskophalle[2]
  - bewegliches Kuppeldach[3]
- Schwimmbecken mit jahreszeitlicher Überdachung mit einer Traglufthalle.[4]

Die erste Teleskophalle Deutschlands nach niederländischem Vorbild ist das Allwetterbad Osterholz-Scharmbeck (Baujahr 1979).
Ein Bad mit beweglichem Kuppeldach, das als Vorzeigeobjekt geplant wurde, befindet sich in Idstein und wurde 2010 eröffnet.